# Schloss Ippenburg

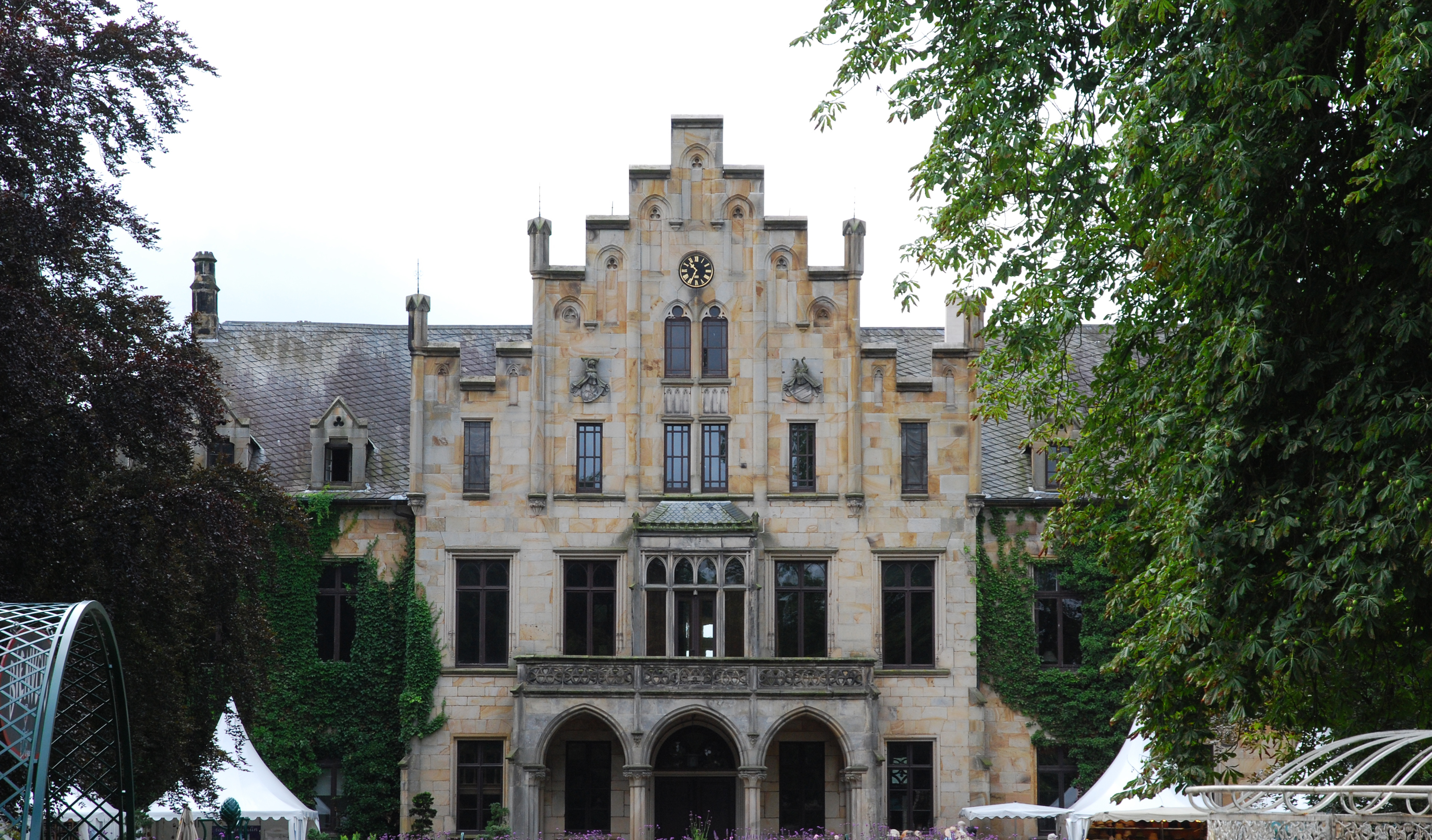
Schloss Ippenburg: Vorderseite (im Norden)

Schloss Ippenburg ist ein Adelswohnsitz im Stil der Neugotik im Ortsteil Lockhausen von Bad Essen im Landkreis Osnabrück (Niedersachsen). Er ist seit mehr als 600 Jahren im Besitz der Familie von dem Bussche-Ippenburg. Das Schloss und sein Park sind durch die von 1998 bis 2019 alljährlich durchgeführten Gartenfestivals im Stil einer Landpartie bekannt geworden.

## Geschichte
Die Ippenburg wurde 1345 als „castrum Ybbenborg“ erstmals erwähnt. 1361 war Johann von Intholte vom Bistum Osnabrück mit ihr belehnt. Allerdings war die Burg geteilt, denn 1358 wird beurkundet, dass eine Hälfte der Ippenburg einem Claus von Gesmele gehört. Vor 1390 gelangte sie durch Kauf in den Besitz von Johann von dem Bussche, der vor dem Osnabrücker Domkapitel und Rat gelobte, das Haus mit Ausnahme des Sockelgeschosses nicht aus Stein zu bauen und keinen Weg durch das Bruchland anzulegen. Die dennoch errichtete Burg wurde vom Osnabrücker Bischof erfolglos belagert.
Die erste Burg wurde 1390 erneuert, wahrscheinlich in Verbindung mit einer Verlagerung des Burgplatzes. 1421 wurde eine Kapelle im Erdgeschoss geweiht. Die um 1600 errichteten Gebäude der Vorburg wurden um 1725 erneuert; dabei wurden auch der Wall und die Festungswerke um das "alte Haus" abgetragen, der innere Graben zugeschüttet und die restlichen Gräben trockengelegt. Die spätmittelalterliche Anlage wurde 1811 wegen Baufälligkeit abgerissen.

### Burg
Ein Plan der spätmittelalterlichen Burg stellt eine Wasserburg mit doppeltem Wassergraben und dazwischen liegendem Wall dar. Das dreiflügelige Hauptgebäude erhebt sich unmittelbar aus dem Wasser und umgibt einen schmalrechteckigen Hof, der im Süden durch eine Mauer mit hohem, spitzbogigem Tor geschlossen ist. Über einem massiven Sockelgeschoss aus Bruchstein erhebt sich ein Obergeschoss aus Fachwerk. An Baudetails sind Schießscharten im Erdgeschoss und zwei Aborterker auf der Westseite erkennbar. Eine Vorburg war mit doppelten Wällen und Gräben befestigt.

### Herrenhaus
Nördlich der ersten Burg hatte die Familie von dem Bussche bereits nach dem Dreißigjährigen Krieg am Standort des heutigen Schlosses ein Herrenhaus mit zwei Flügeln im Stil des Barock errichten lassen. Auch dieses enthielt eine Hauskapelle, deren Glocke aus dem Jahr 1724 noch existiert. Blitzschlag zerstörte 1756 den barocken Giebel am Hauptflügel des Herrenhauses. 1862 wurde auch das Herrenhaus abgerissen, weil es von Steinschwamm befallen war.

### Neugotisches Schloss

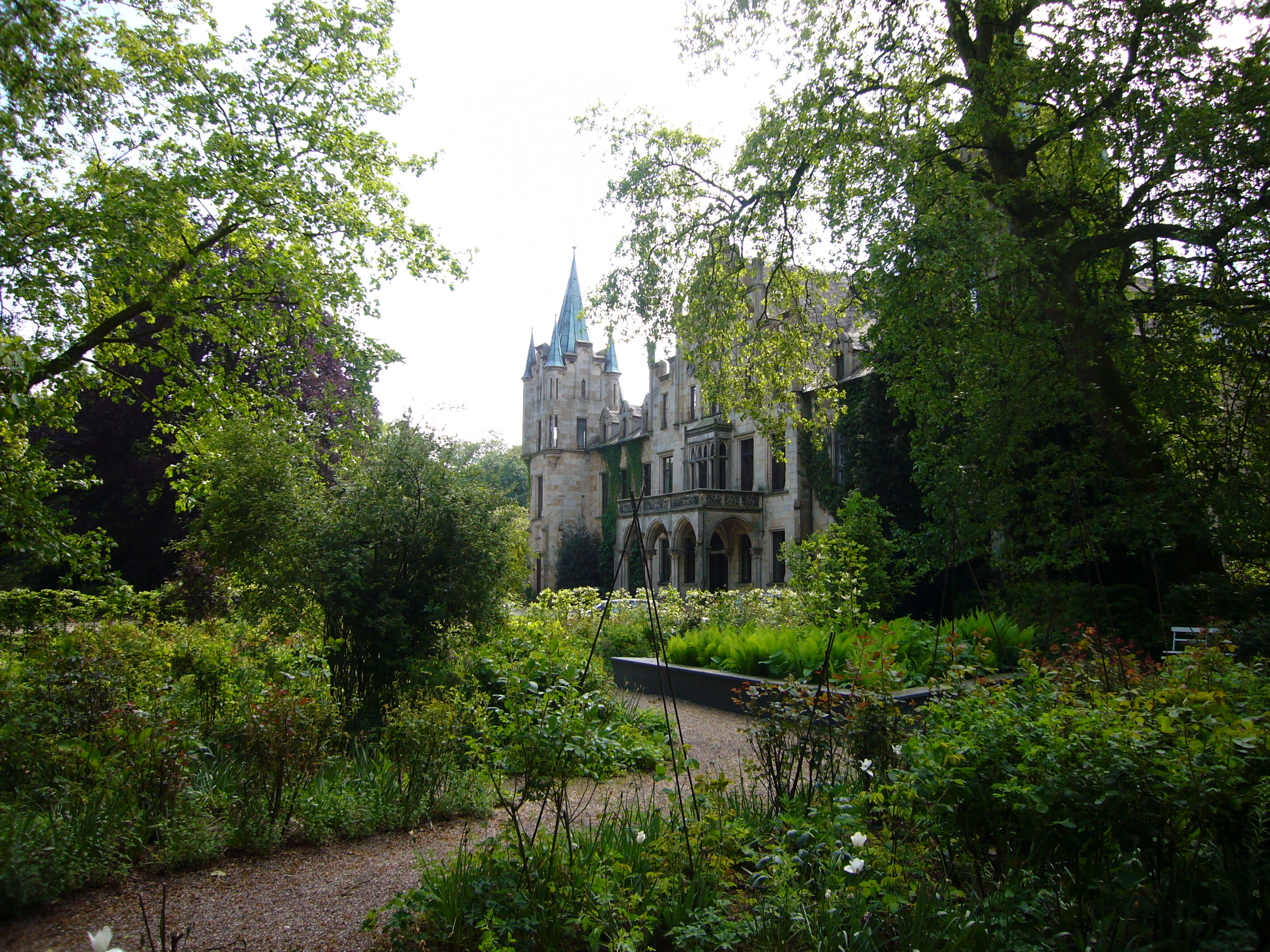
Park nordwestlich des Schlosses

Graf Wilhelm von dem Bussche ließ auf den Fundamenten des Herrenhauses zwischen 1862 und 1867 aus Ibbenbürener Sandstein das heutige neugotische Schloss mit mehr als hundert Räumen errichten. In den 1930er Jahren wurde es von Hermann Graf von dem Bussche und seiner Frau Vera Gräfin von dem Bussche umfassend renoviert. Das Schloss wurde mit Zentralheizung versehen; Bäder wurden eingebaut. Die neugotische Ausstattung blieb erhalten. Weitere Renovierungen wurden in den 1960er Jahren vorgenommen. So wurde das Dach neu gedeckt. In den 1980er Jahren erhielten die Turmdächer eine Verkleidung aus Kupfer, außerdem wurde die Wetterfahne vergoldet. Die repräsentative Eingangshalle und die Fenster wurden in den 1990er Jahren renoviert.

## Schlosspark

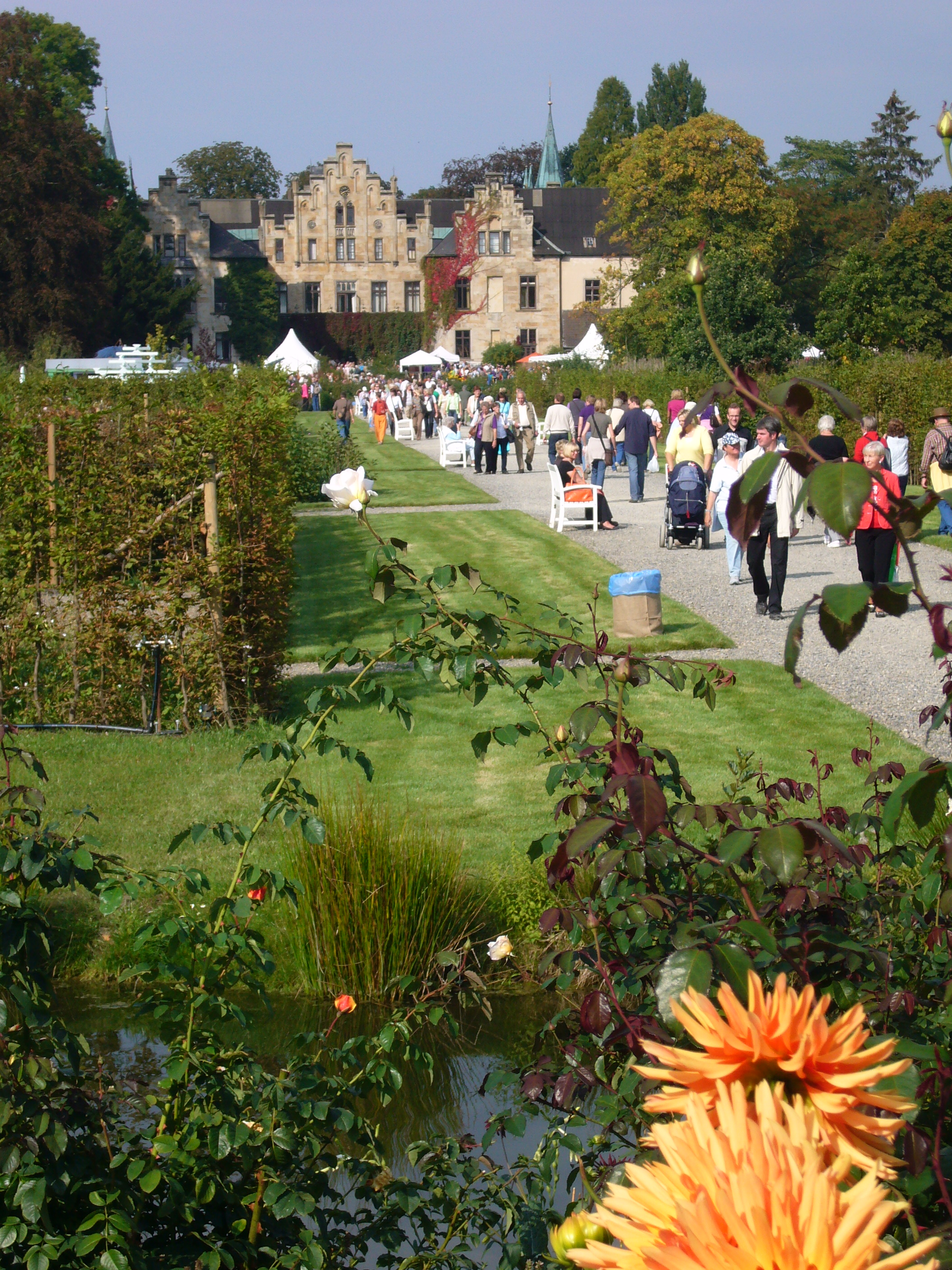
Park südlich des Schlosses

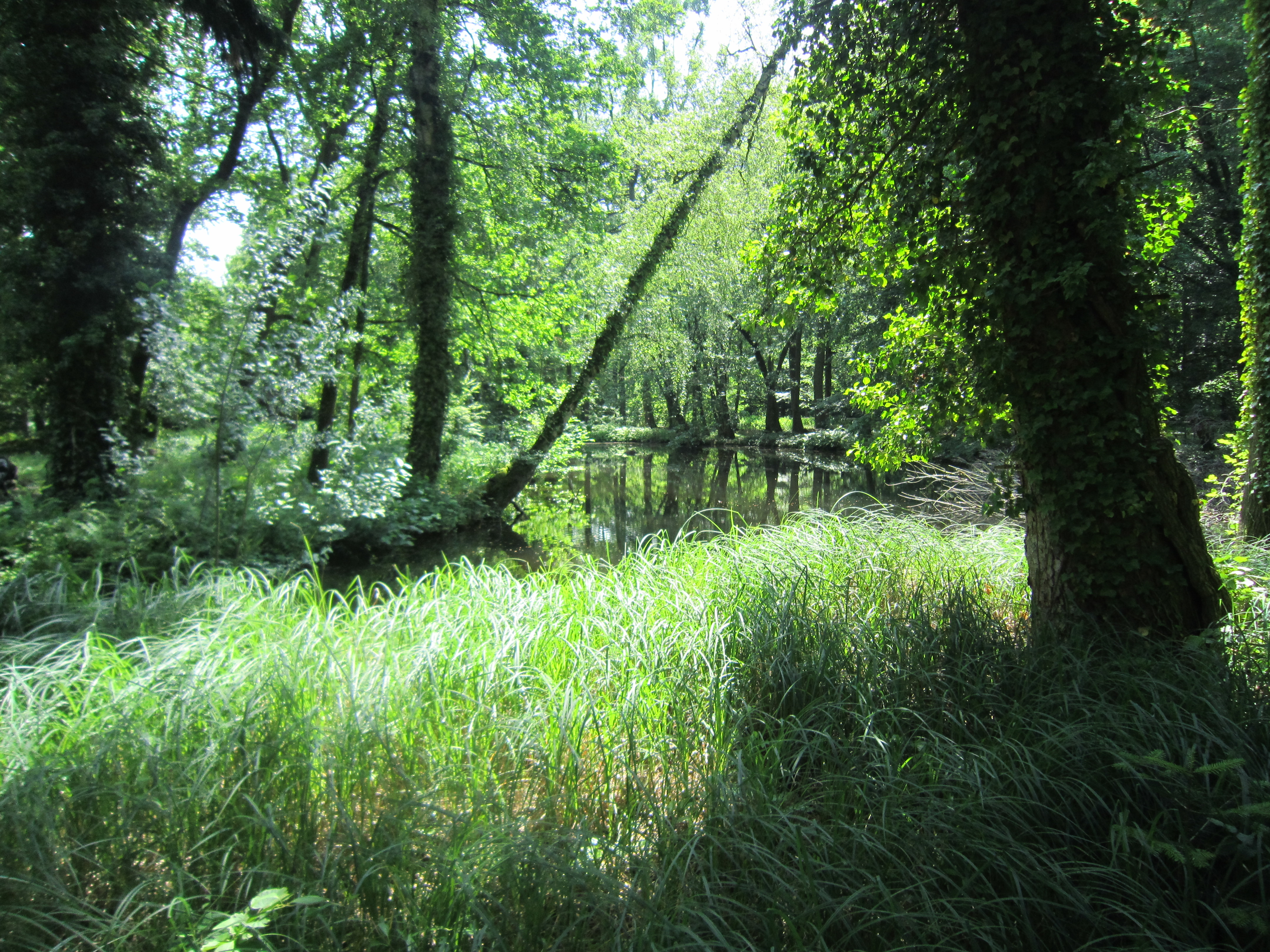
Wald unmittelbar westlich des Schlosses

Der Ippenburger Park diente vom 14. bis zum Anfang des 18. Jahrhunderts eher dem Nutzen als der Zierde des Anwesens. Die Familie von dem Bussche hatte Mitte des 14. Jahrhunderts die „Ippenburger Sümpfe“ zum Stammsitz gewählt, um dort eine uneinnehmbare Festung zu errichten. Der ummauerte Gemüsegarten, in dem 2010 Deutschlands größter Küchengarten entstand, wurde als erster angelegt, dazu einige Rübenäcker und Schafweiden.
Anfang des 17. Jahrhunderts baute Ernst August Philip von dem Bussche, der als Sohn der Mätresse Georgs I. eine elegante Erziehung am Versailler Hof erfahren hatte, ein neues Herrenhaus im Stil des ländlichen Barock, legte Ziergärten an und schuf das „Neue Boskett“ dort, wo heute die poetische Waldinsel liegt. Anfang des 19. Jahrhunderts überformte dessen Urenkel George von dem Bussche Gärten und Park im Stil englischer Landschaftsgärten. Er folgte dabei dem damals sehr verbreiteten Vorbild der ornamented farm, allerdings ohne jede literarische oder künstlerische Überhöhung. Bis zum Ende des 19. Jahrhunderts blieben Park und Gärten in diesem Stil erhalten. Im Laufe der Jahrzehnte wurde der äußere Park zu einem Wald und wird heute forstwirtschaftlich genutzt. Das Innere verwilderte bis auf wenige Bereiche, die direkt am Schloss lagen.
Die Neugestaltung des südlichen Ausstellungsbereiches und die Wiederherstellung der Waldinsel wurden von der Landschaftsarchitektin Prof. Cornelia Müller aus Berlin (Lützow 7) durchgeführt. Die Anlage des Küchengartens schuf der Landschaftsarchitekt Peter Carl aus Hannover (Irene Lohaus & Peter Carl). Die Architektur des Rosariums entwarf der englische Gartendesigner Christopher Bradley Hole gemeinsam mit der Landschaftsarchitektin Anita Fischer aus Freising. Die Bepflanzung des Rosariums mit Rosen, Stauden und Einjährigen wurde von der Freisinger Landschaftsarchitektin und Rosenspezialistin Ursula Gräfen geplant.
Nachdem im COVID-19-Jahr 2020 geplante Gartenfestivals, auch im Schlosspark Ippenburg, ausfallen mussten, verabschiedete sich die Familie von dem Bussche von dem Konzept der Gartenfestivals. Ab 2021 sind von Mai bis August an Sonn- und Feiertagen die 60.000 Quadratmeter umfassenden Anlagen für die Öffentlichkeit geöffnet. Ein Barfußpfad und ein Wasserspielplatz wurden 2022 bzw. 2023 angelegt. 

## Belege
1. ↑  Verena Carl: Die Ippenburg bei Osnabrück: eine märchenhafte Geschichte. 31. Mai 2017
2. ↑  Philip Freiherr von dem Bussche / Viktoria Freifrau von dem Bussche: Die Ippenburger Gartenfestivals. 2020